# Know your customer
Know Your Customer ("Conosci il Tuo Cliente", talvolta indicata come Know Your Client e spesso abbreviata in KYC) è un'espressione con cui si indica un processo di riconoscimento utilizzato dalle aziende per verificare l'identità dei propri clienti e valutare potenziali rischi o intenzioni illegali nel rapporto con il cliente.
Il KYC è una pratica legale che richiede a tutte le istituzioni finanziarie, compresi gli scambi di criptovalute, di identificare e verificare l'identità di ogni cliente prima di poter effettuare transazioni finanziarie.
Il termine fa spesso riferimento alle regolamentazioni bancarie e alle normative anti-riciclaggio che regolano queste attività. 
I processi di riconoscimento del cliente riguardano anche aziende di altre tipologie e dimensioni, con la finalità di assicurare ai propri agenti, consulenti, distributori conformità anti-corruzione. 
Banche, assicurazioni e aziende operanti a livello internazionale richiedono sempre più frequentemente ai propri clienti di provvedere a fornire le dovute informazioni dettagliate anti-corruzione. 
La Banca d'Italia, che esercita anche il potere di regolamentare il comparto finanziario, ha promulgato nel 2007 i requisiti e le regole che le istituzioni finanziarie devono seguire per soddisfare i requisiti per il KYC. 

## Esempi di utilizzo
Il KYC si applica prevalentemente nelle attività di affari online. Non solo banche ma anche le transazioni e molte criptovalute come Goldmint, Parcec, Frontiers, Electroneum e Cryptology utilizzano KYC come protocollo di sicurezza per poter rendere più sicura la transazione.